# Some Time in New York City
Albums par John Lennon
Imagine
(1971) Mind Games
(1973)
Albums par Yoko Ono
Fly
(1971) Approximately Infinite Universe
(1973)
Albums par John Lennon et Yoko Ono
Double Fantasy
(1980)
Singles
1. Woman Is the Nigger of the World/Sisters, O Sisters
Sortie : 24 avril 1972

Some Time in New York City est le troisième album solo de John Lennon, sorti le 12 juin 1972, et le premier de musique non expérimentale avec Yoko Ono. Le couple vient de s'installer aux États-Unis mais l'ex-Beatle connaît de graves démêlés avec l'administration de Richard Nixon, ce disque marque l'apogée de l'engagement politique de Lennon, amorcé par des chansons comme Power to the People ou Working Class Hero.
Alors que le couple ait travaillé ensemble sur des disques expérimentaux, il s'agit ici d'un album partagé entre eux deux, les chansons étant composées et chantées soit par l'un d'entre eux, soit par les deux. Sur le premier disque de ce double album, toutes les chansons traitent d'un problème de société, qu'il s'agisse de la condition des femmes, du traitement des prisonniers aux États-Unis ou encore du conflit nord-irlandais. Le second disque, intitulé Live Jam, est constitué d'extraits de concerts, notamment des bœufs avec Frank Zappa & The Mothers of Invention, dans un registre expérimental, publiés sans l'autorisation de Zappa.
À sa sortie, l'album subit plusieurs fois la censure, qu'il s'agisse de celle du single Woman Is the Nigger of the World, ou de la pochette sur laquelle Nixon danse nu avec Mao Zedong. Les critiques, particulièrement aux États-Unis, n'apprécient pas le ton engagé de l'album ni la présence de Yoko Ono. Le second disque live expérimental empire souvent leur perception de l'album. L'album se classe 48e aux États-Unis là où Imagine avait atteint la tête des charts l'année précédente. Au Royaume-Uni, publié que le 15 septembre suivant, il parvient à atteindre la onzième place. L'échec de cet album pousse Lennon à cesser d'écrire des chansons trop politisées.

## Historique

### Contexte

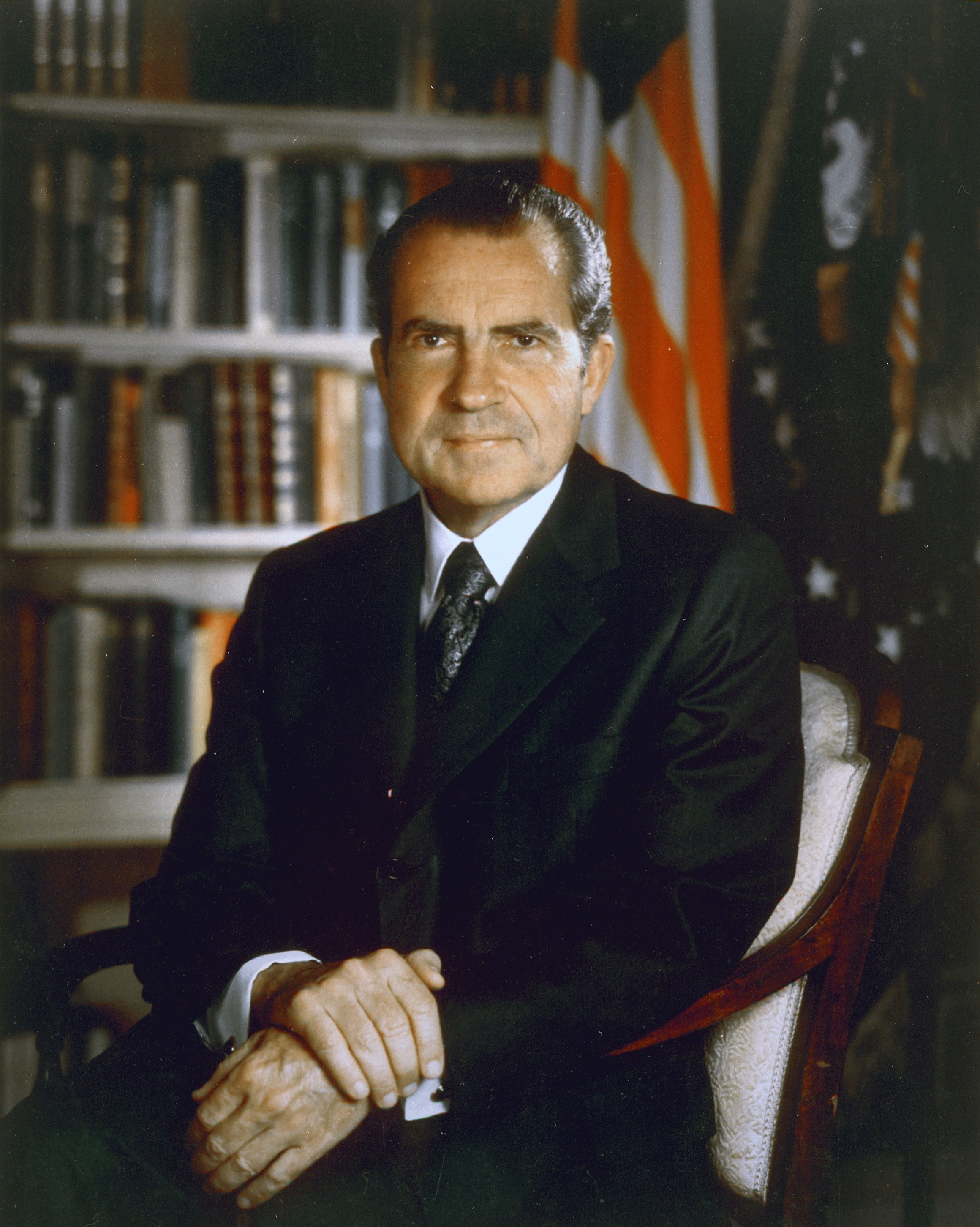
Some Time in New York City naît alors que les Lennon sont sous surveillance de l’administration Nixon.

Après une année 1971 particulièrement florissante, notamment par le succès incontestable de l'album Imagine, devenu numéro 1 des deux côtés de l'Atlantique, et les premières sorties engagées de John, Power to the People et Happy Xmas (War Is Over), un chant de Noël anti-guerre qui fait suite à une campagne d'affichage qu'ils ont lancée sur le même thème, John Lennon et Yoko Ono décident de quitter le Royaume-Uni pour s'installer à New York. Le contexte politique y est particulièrement troublé, sur fond de présidence de Richard Nixon et de guerre du Viêt Nam. Dans ce milieu, un certain nombre de contestations naissent, au sein desquelles le couple se crée des relations. C'est ainsi que le 10 décembre 1971, Lennon participe à un concert de soutien au poète John Sinclair, emprisonné pour possession de drogue. Il y entonne une chanson en son nom, ainsi que sa nouvelle composition, Attica State, en référence à la mutinerie de la prison d'Attica.
Ces multiples prises de positions attirent l'attention de Nixon, qui craint de voir sa popularité baisser en cette période électorale. Le FBI est ainsi chargé d'enquêter sur John Lennon. Début 1972, le Sénateur Strom Thurmond propose l'expulsion de John comme « contre-mesure stratégique ».
S'ensuivent donc d'intenses procédures judiciaires pour tenter d'expulser John en se fondant sur une ancienne affaire de possession de drogue en 1968 à Londres. John et Yoko parviennent à trouver un avocat compétent, Leon Wildes, qui passe les années suivantes à s'échiner pour que John puisse bénéficier de la citoyenneté américaine. C'est en dépit de ce contexte difficile que John s'apprête à sortir son album le plus engagé, signant également sa première collaboration avec Yoko sur un album autre que de la musique expérimentale.

### Enregistrement
Le premier disque, Some Time in New York City, est enregistré au studio Record Plant East à New York avec le producteur Phil Spector, tandis que le deuxième, intitulé Live Jam, contient des titres en concert précédemment enregistrés en 1969 à Londres et en 1971 à New York.
Les enregistrements en studio se font entre février et mars 1972, avec le groupe Elephant's Memory récemment inclus au sein du Plastic Ono Band. L'ambiance y est débridée, avec de grandes quantités d'alcool et de drogues. Bob Gruen, qui photographie le groupe à cette époque, se souvient que les séances d'enregistrement étaient surnommées « tequila sessions », et que le hasch, la bière, la tequila et les cognacs étaient présents en nombre. La pression qui pesait sur John à cette époque ne change en effet rien à cette débauche, comme l'ajoute Gruen : « Les flics auraient pu arriver et embarquer John à tout moment ».
Sur la face 1 du second disque se trouvent les deux titres d'un single de John et Yoko sorti en 1969 cette fois enregistrés sur scène : Cold Turkey et sa face B, un montage d'une quinzaine de minutes d'une prestation de près de quarante minutes de Don't Worry Kyoko. L'enregistrement est celui d'un concert de charité pour l'Unicef le 15 décembre 1969 au Lyceum Ballroom à Londres avec tous les membres du Plastic Ono Band qui ont joué ces deux mêmes chansons à Toronto quelques jours plus tôt et du groupe Delaney & Bonnie & Friends (bien que non crédité) qui incluait entre autres George Harrison, Keith Moon et Billy Preston. 
Les quatre titres de la face 2 ont été enregistrés le 6 juin 1971 lors d'un concert au Fillmore East de New York avec Frank Zappa et les Mother of the Invention qui avaient invité les Lennon au moment des rappels

### Parution et réception
Some Time in New York City sort le 12 juin 1972 aux États-Unis. Le single extrait de l'album, Woman Is the Nigger of the World, attire des soucis à Lennon, qui doit s'expliquer pour l'utilisation du mot « nigger » (« nègre »), jugé offensant, et le single est maintes fois interdit à l'antenne. Au Royaume-Uni, bien qu'il ait été annoncé, le single est annulé pour ses paroles trop polémiques.

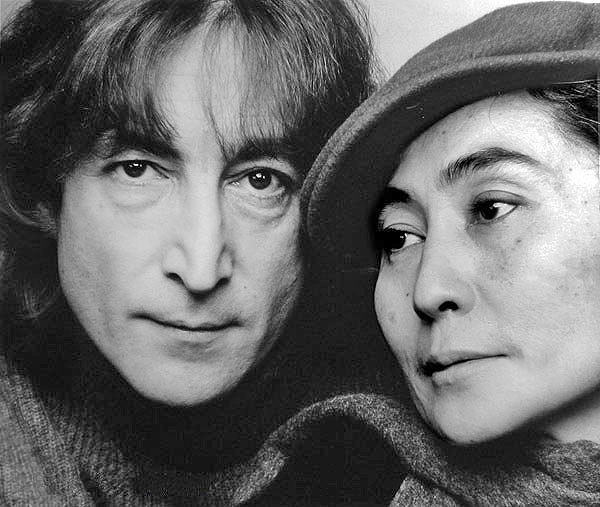
La présence de Yoko Ono a été mise à mal par la critique et a entraîné des soucis juridiques.

L'album en lui-même pose tout autant problème et est un échec aux États-Unis : après avoir connu les sommets avec Imagine, Lennon s'écroule à la 48e place des charts, tandis que le magazine Rolling Stone qualifie l'album de « suicide artistique ». Pour Robert Christgau, c'est « le moment où Lennon risque son charisme alors qu'il aurait dû l'investir ». Un des points particulièrement critiqués est la présence de chansons de Yoko Ono, ce qui suscitera les mêmes réactions huit ans plus tard avec Double Fantasy.
Les problèmes posés par Yoko ne concernent pas uniquement la critique. Plusieurs chansons doivent en effet lui être créditées, ce que refuse catégoriquement l'éditeur britannique de Lennon, Northern Songs, ce qui aboutit à un procès. Conséquence de cet imbroglio juridique, la sortie britannique de l'album est repoussée au 15 septembre. Il connaît au Royaume-Uni de meilleures ventes qu'aux États-Unis et atteint la 11e place des charts. Le prix de cet album, le seul double album de Lennon, est évoqué parmi les facteurs de mévente. Pour Bruce Eder et William Ruhlmann du site AllMusic, le deuxième disque, peu populaire, a augmenté le coût de l'album et en a fait un des albums les moins connus de l'artiste.
Cet album marque également un temps où le regard change au sujet du duo Lennon/McCartney : tandis que les premières productions de Lennon ont connu un succès honorable, McCartney s'est vu reprocher par la critique (et même par son ancien compagnon d'écriture) de ne pas avoir été à la hauteur de sa réputation. À cette époque, les deux artistes voient pourtant leurs routes s'entremêler : quelques mois avant le Sunday Bloody Sunday de Lennon, McCartney avait publié (sans grand succès), un single sur ce même thème, Give Ireland Back to the Irish. À un moment où Lennon connaît ses premiers démêlés avec la critique, McCartney est sur le point de s'affirmer avec son album Band on the Run, récupérant ainsi la popularité perdue de son ami.
Frank Zappa pour sa part critique vivement le mixage de sa performance au Fillmore East avec les Mothers of Invention, les parties vocales de Mark Volman (en) et Howard Kaylan ayant été purement et simplement supprimées. Zappa n'est en outre pas crédité pour le morceau King Kong, renommé à tort Jamrag. Lennon et lui avaient convenu que chacun publierait sa propre version de la prestation, mais Zappa, pour des raisons juridiques, devra attendre le double album en concert Playground Psychotics en 1992 pour pouvoir enfin publier son propre mixage. Les chansons avec Zappa, sauf Well (Baby Please Don't Go), sont mises de côté lorsqu'en 2005 sort Some Time in New York City en disque compact. Sur l'album, maintenant simple, sont ajoutées les deux faces du single Happy Xmas (War Is Over) / Listen, the Snow Is Falling.

## Contenu

### Un disque politiquement engagé
Some Time in New York City se caractérise par son caractère politique et engagé. De nombreux thèmes y sont ainsi traités, chers à Lennon ou à Ono et souvent aux deux. C'est ainsi le féminisme qui ouvre doublement l'album, tout d'abord avec le tonitruant Woman Is the Nigger of the World de John, performance vocale qui a été comparée à sa version de Twist and Shout. Lui répond une composition de Yoko, Sisters O' Sisters, appelant à l'unité des femmes pour accéder à plus de considération.

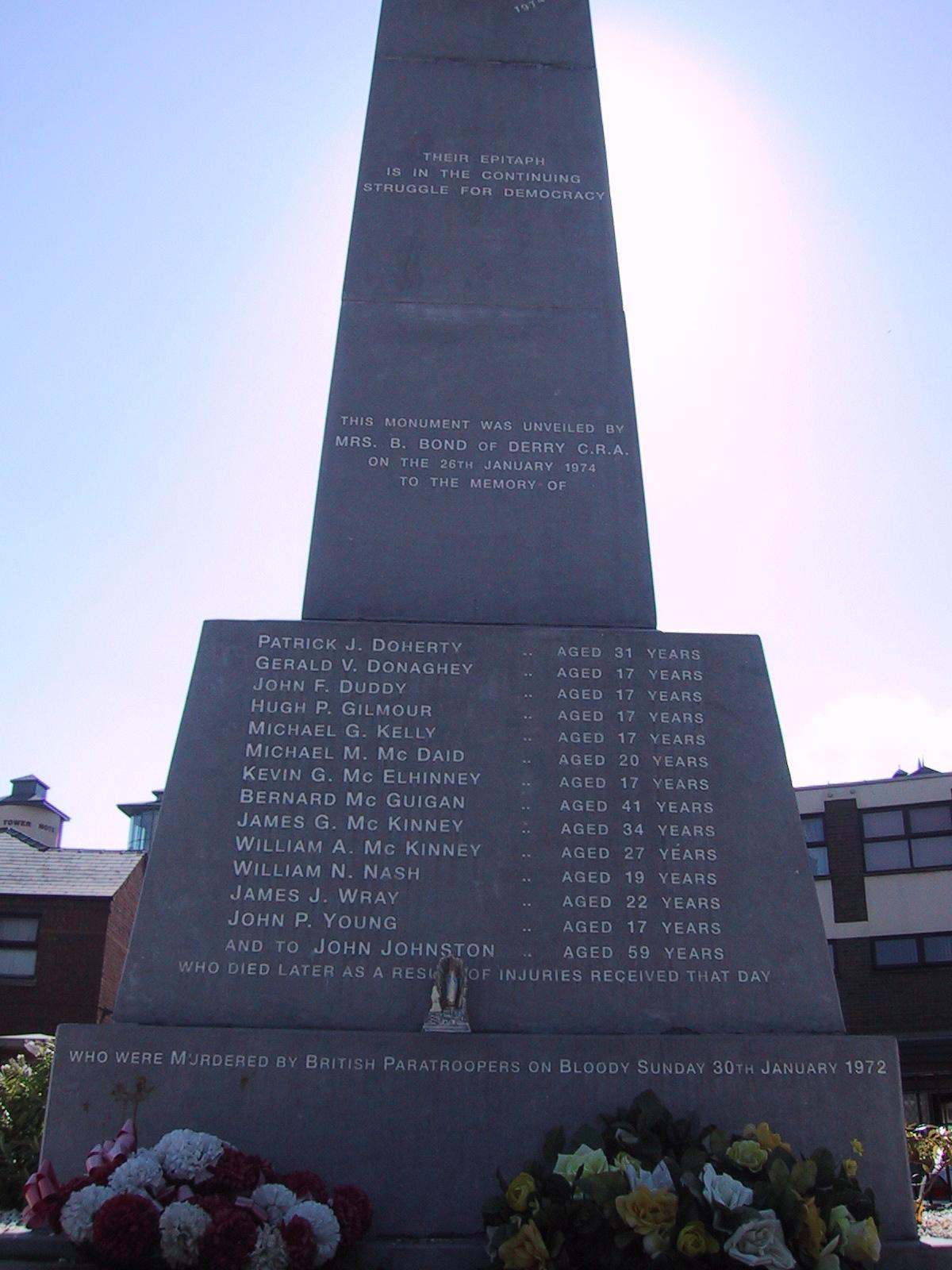
Deux des chansons du disque sont consacrées au conflit religieux en Irlande, et notamment à l'épisode du Bloody Sunday.

Deux des chansons écrites en commun traitent du conflit nord-irlandais. Sunday Bloody Sunday, aux chœurs dissonants et au rythme violent, est un appel à répondre au massacre éponyme qui s'est tenu au début de l'année en « repoussant les Anglais à la mer ». Sous des dehors plus doux de ballade irlandaise, The Luck of the Irish est en réalité beaucoup plus violent dans son propos, Lennon et Ono n'hésitant pas à accuser les Britanniques de génocide.
Parmi les autres chansons composées par le couple, Angela apporte son soutien à l'activiste afro-américaine Angela Davis, en pleins démêlés avec le gouvernement, tandis qu'Attica State condamne la répression de la mutinerie de la prison d'Attica,.
Lennon signe seul une autre chanson engagée, John Sinclair, pour appeler à la libération de ce poète arrêté dans une affaire de drogue. Il signe également New York City, souvent considérée comme un de ses meilleurs rocks. Dans l'esprit de The Ballad of John and Yoko chantée du temps des Beatles, la chanson raconte cette fois-ci la vie du couple à New York, non sans critiquer la société.
Yoko Ono signe pour sa part deux autres chansons engagées, Born in a Prison, sur le manque de liberté dans les sociétés modernes, thème que Lennon avait déjà abordé dans Working Class Hero. We're All Water, qui clôt l'album, est une longue chanson sur le fait qu'au-delà des différences culturelles, tous les hommes sont semblables.
À ce premier disque enregistré en studio s'ajoute un deuxième enregistré lors de deux concerts distinct. La face 1 contient de longues versions du single Cold Turkey et de sa face B Don't Worry Kyoko. La face 2 s'ouvre par Well! (Baby Please Don't Go), créé par le groupe The Olympics (en) en 1957 et déjà repris par les Beatles à l'époque de la Cavern à Liverpool. Une version studio inédite de ce titre est publiée en 2018 sur la réédition de l'album Imagine. Les autres titres sont partiellement improvisés, toujours avec Frank Zappa.

### Pochette
L'illustration de l'album répond à une envie de Lennon, qui souhaitait créer un disque « jetable » et traitant d'actualité, comme le ferait un journal. Ainsi, la pochette ouvrante présente les paroles des chansons à la façon d'articles en colonnes verticales, inspirée de la une du New York Times. Le groupe Jethro Tull avait, seulement quelques mois plus tôt, sorti l'album Thick as a Brick, dont la pochette représente un journal fictif, le The St. Cleve Chronicle & Linwell Advertiser.
À ses paroles s'ajoutent, comme dans un quotidien, des photographies afin d'illustrer le thème de la chanson. L'une d'elles fait scandale : celle liée à We're all Water est en effet un photomontage montrant Richard Nixon et Mao Zedong souriants en train de danser, nus. Rapidement, la censure fait placer un sceau indécollable sur la photographie. Huit ans plus tard, dans son interview à David Sheff pour Playboy, Lennon s'en insurge : « chaque fois qu'on essayait de s'exprimer, ils le bannissaient, le couvraient, le censuraient ». L'intérieur de la pochette ouvrante affiche quatre autres photos en plus grand format.
L'étiquette des disques est illustrée d'un portrait de Lennon à gauche et de Ono à droite avec, entre les deux, trois images de leurs visages qui se métamorphosent progressivement l'un dans l'autre.

## Liste des chansons

### Disque 1:Some Time in New York City
| 1. | Woman Is the Nigger of the World | John Lennon, Yoko Ono | 5:15 |
| 2. | Sisters O'Sisters                | Yoko Ono              | 3:46 |
| 3. | Attica State                     | John Lennon, Yoko Ono | 2:54 |
| 4. | Born in a Prison                 | Yoko Ono              | 4:03 |
| 5. | New York City                    | John Lennon           | 4:30 |

| 6.  | Sunday Bloody Sunday  | John Lennon, Yoko Ono | 5:05 |
| 7.  | The Luck of the Irish | John Lennon, Yoko Ono | 2:56 |
| 8.  | John Sinclair         | John Lennon           | 3:28 |
| 9.  | Angela                | John Lennon, Yoko Ono | 4:06 |
| 10. | We're All Water       | Yoko Ono              | 7:11 |

### Disque 2:Live Jam
| 1. | Cold Turkey       | John Lennon | 8:35  |
| 2. | Don't Worry Kyoko | Yoko Ono    | 16:01 |

| 3. | Well (Baby Please Don't Go) | Walter Ward (en)                   | 4:41 |
| 4. | Jamrag                      | John Lennon, Yoko Ono              | 5:36 |
| 5. | Scumbag                     | John Lennon, Yoko Ono, Frank Zappa | 4:08 |
| 6. | Aü                          | John Lennon, Yoko Ono              | 6:23 |

### Réédition CD
| 1.  | Woman Is the Nigger of the World | John Lennon, Yoko Ono | 5:15  |
| 2.  | Sisters O'Sisters                | Yoko Ono              | 3:46  |
| 3.  | Attica State                     | John Lennon, Yoko Ono | 2:54  |
| 4.  | Born in a Prison                 | Yoko Ono              | 4:03  |
| 5.  | New York City                    | John Lennon           | 4:30  |
| 6.  | Sunday Bloody Sunday             | John Lennon, Yoko Ono | 5:05  |
| 7.  | The Luck of the Irish            | John Lennon, Yoko Ono | 2:56  |
| 8.  | John Sinclair                    | John Lennon           | 3:28  |
| 9.  | Angela                           | John Lennon, Yoko Ono | 4:06  |
| 10. | We're All Water                  | Yoko Ono              | 5:19  |
| 11. | Cold Turkey                      | John Lennon           | 8:35  |
| 12. | Don't Worry Kyoko                | Yoko Ono              | 15:20 |
| 13. | Well (Baby Please Don't Go)      | Walter Ward           | 4:41  |
| 14. | Listen, the Snow Is Falling      | Yoko Ono              | 3:10  |
| 15. | Happy Xmas (War Is Over)         | John Lennon, Yoko Ono | 3:25  |

## Classement
| Classement (1975)             | Meilleure position |
| ----------------------------- | ------------------ |
| Royaume-Uni (UK Albums Chart) | 11                 |
| États-Unis (Billboard)        | 48                 |

## Fiche de production

### Interprètes
Disque 1
Plastic Ono Band
- John Lennon : chant, guitares
- Yoko Ono : cris, percussions
- Klaus Voormann : basse
- Jim Keltner : batterie, percussions

Elephant's Memory
- Stan Bronstein : flûte, saxophone
- Wayne « Tex » Gabriel : guitare
- Gary Van Scyoc : basse
- Adam Ippolito : claviers, piano
- Richard Frank Jr. : batterie, percussions
- John la Bosca  : piano (sur Born in a Prison)

Invisible Strings
- Ron Frangipane : orchestrations

| Disque 2, face 1 (concert de 1969) Plastic Ono Band - John Lennon : guitare, chant - Yoko Ono : chant - Eric Clapton : guitare - Klaus Voormann : basse - Alan White : batterie Delaney & Bonnie & Friends - Delaney Bramlett : guitare - Bonnie Bramlett : percussions - George Harrison : guitare - Billy Preston : orgue - Nicky Hopkins : piano électrique - Jim Gordon : batterie - Keith Moon : batterie - Bobby Keys : saxophone | Disque 2, face 2 (concert de 1971) Plastic Ono Band - John Lennon : guitare, chant - Yoko Ono : sac, chant - Klaus Voormann : basse, chœurs The Mothers of Invention - Frank Zappa : guitare, chant - Jim Pons : basse, chant - Bob Harris : claviers, chœurs - Ian Underwood : claviers, chœurs, bois - Don Preston : Minimoog - Aynsley Dunbar : batterie - Howard Kaylan : chant - Mark Volman : chant |